# بلبل إفريقي جنوبي

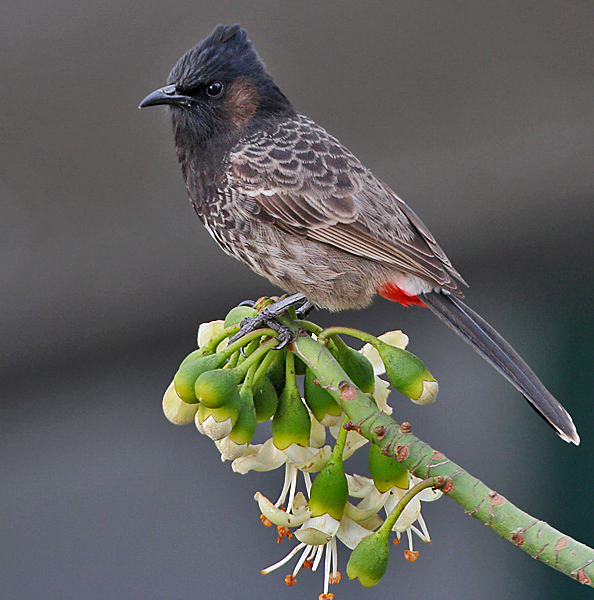
P. c. bengalensis (كلكتا، India)

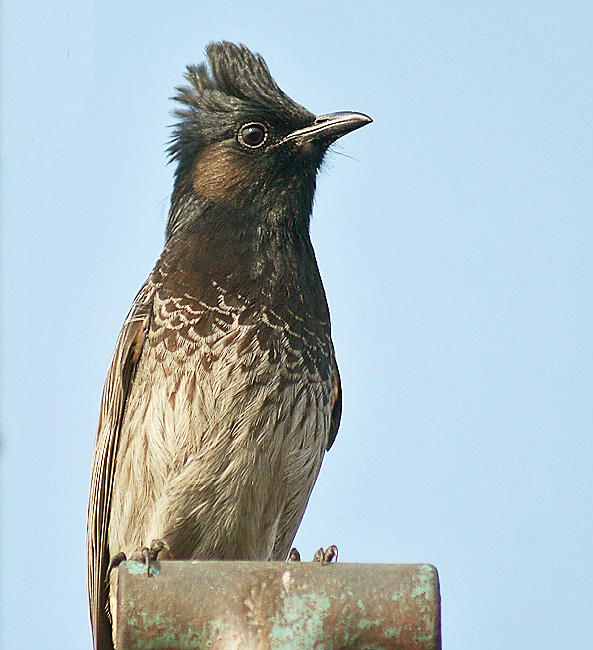
Underside of race bengalensis

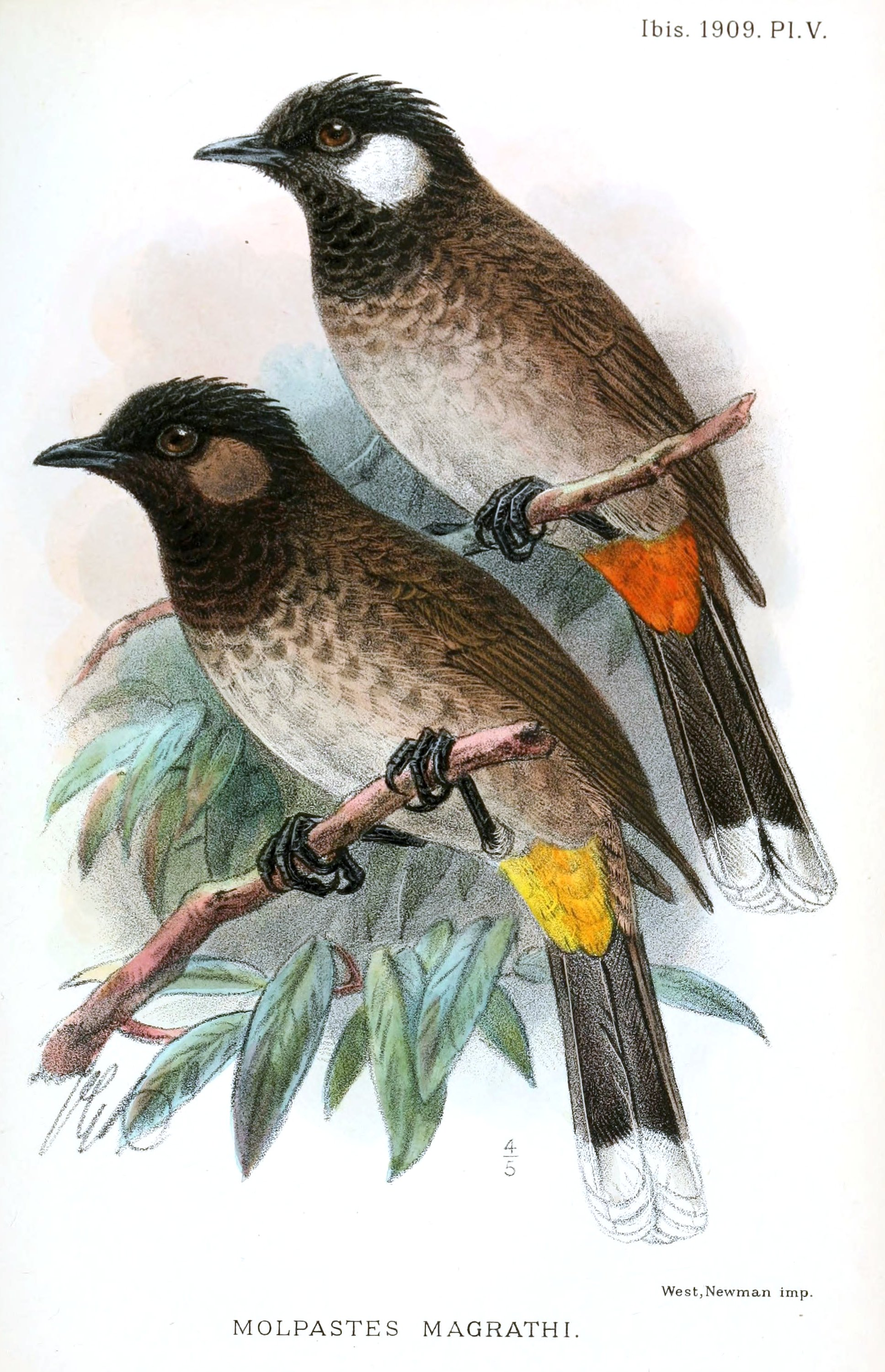
P. leucogenys x P. c. humayuni hybrid (magrathi)

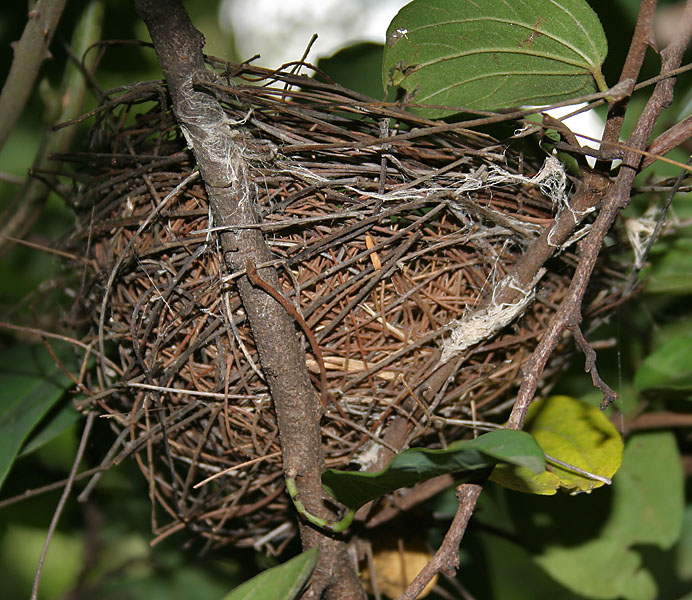
Nest

بلبل أفريقي جنوبي (الاسم العلمي: Pycnonotus cafer) (بالإنجليزية: Red-vented Bulbul)‏ هو نوع من الطيور يتبع جنس البلبل من فصيلة البلابل.